# Uất Trì Sí Phồn
Uất Trì Sí Phồn (chữ Hán: 尉遲熾繁; 566–595) hay Uất Trì Phồn Sí (尉遲繁熾) là một trong bốn Hoàng hậu không chính thống của Bắc Chu Tuyên Đế Vũ Văn Uân trong lịch sử Trung Quốc, bên cạnh Thiên Đại Hoàng hậu Chu Mãn Nguyệt, Thiên Trung Đại Hoàng hậu Trần Nguyệt Nghi và Thiên Tả Đại Hoàng hậu Nguyên Lạc Thượng.

## Tiểu sử
Uất Trì Sí Phồn được mô tả là cực kỳ xinh đẹp. Ông nội bà là đại tướng Uất Trì Huýnh. Bà vốn đã gả cho Tây Dương quận công Vũ Văn Ôn (宇文溫), con trai của người anh em Bắc Chu Tuyên Đế là Kỉ quốc công Vũ Văn Lượng. 
Mùa thu năm 579, dù đã lập chính thất Dương Lệ Hoa làm Hoàng hậu, Tuyên Đế vẫn sách phong thêm ba vị Chu Mãn Nguyệt, Trần Nguyệt Nghi và Nguyên Lạc Thượng làm Hoàng hậu không chính thống. Trong một lần vào cung thỉnh an, Uất Trì Sí Phồn bị Nguyên Đế hoang dâm vô độ cưỡng hiếp.
Mùa xuân năm 580, Tuyên Đế giết chết cháu mình là Vũ Văn Ôn, đưa Uất Trì Sí Phồn vào cung phong làm Trường Quý phi (長貴妃). Mặc cho quần thần khuyên can ông đã có quá nhiều hoàng hậu, ông vẫn lập Uất Trì Sí Phồn làm Thiên Tả Đại Hoàng hậu (天左大皇后).

## Xuất gia tu hành
Mùa hè năm 580, Tuyên Đế đột nhiên lâm bệnh và băng hà. Phụ thân của Hoàng hậu Dương Lệ Hoa là Dương Kiên nhiếp chính. Uất Trì Sí Phồn xuất gia tu hành với pháp hiệu Hoa Thủ (華首). Ông nội bà, Uất Trì Huýnh nổi dậy chống lại Dương Kiên nhưng thất bại và bị ban tự vẫn. Cả Uất Trì tộc bị xử tử, riêng Uất Trì Sí Phồn may mắn thoát nạn.
Trong vòng một năm, Dương Kiên đã đoạt lấy ngai vàng, chấm dứt triều Bắc Chu và thiết lập triều Tùy. Tĩnh Đế và cả hoàng tộc Bắc Chu bị thảm sát. Bà qua đời năm 595 dưới triều Tùy Văn Đế.